# Mi plan
Mi plan è il quarto album in studio della cantautrice canadese Nelly Furtado che è stato pubblicato l'11 settembre 2009 in Austria, Germania, Italia e Svizzera e successivamente nel resto del mondo dall'etichetta discografica Universal Music Latin Entertainment.
L'album, pubblicato a tre anni di distanza dal precedente Loose, è il primo inciso dalla cantante completamente in lingua spagnola ed è stato anticipato dal singolo Manos al aire.

## Tracce
1. Manos al aire – 3:28 (Nelly Furtado, James Bryan, Alex Cuba)
2. Más – 3:31 (Nelly Furtado, Lester Méndez, Andrés Recio)
3. Mi plan (feat. Alex Cuba) – 4:04 (Nelly Furtado, James Bryan, Alex Cuba)
4. Sueños (feat. Alejandro Fernández) – 3:10 (Nelly Furtado, James Bryan, Alex Cuba)
5. Bajo otra luz (feat. Julieta Venegas e La Mala Rodríguez) – 4:19 (Julieta Venegas, Maria Rodríguez)
6. Vacación – 3:43 (Nelly Furtado, Lester Méndez, Julieta Venegas)
7. Suficiente tiempo – 3:03 (Nelly Furtado, Alex Cuba)
8. Fuerte (feat. Concha Buika) – 3:24 (Nelly Furtado, James Bryan, Alex Cuba)
9. Silencio (feat. Josh Groban) – 3:34 (Nelly Furtado, Lester Méndez, Julio Reyes Copello)
10. Como lluvia (con Juan Luis Guerra) – 3:37 (Nelly Furtado, Lester Méndez, Juan Luis Guerra)
11. Feliz cumpleaños – 4:11 (Nelly Furtado, James Bryan, Alex Cuba)
12. Fantasmas (traccia nascosta) – 3:33 (Nelly Furtado, Alex Cuba)

## Classifiche

### Classifiche settimanali
| Classifiche (2009) | Posizione massima |
| ------------------ | ----------------- |
| Austria            | 6                 |
| Belgio (Fiandre)   | 27                |
| Belgio (Vallonia)  | 28                |
| Canada             | 20                |
| Francia            | 41                |
| Germania           | 5                 |
| Italia             | 10                |
| Messico            | 11                |
| Paesi Bassi        | 30                |
| Polonia            | 6                 |
| Portogallo         | 2                 |
| Russia             | 8                 |
| Spagna             | 8                 |
| Stati Uniti        | 39                |
| Svizzera           | 3                 |

### Classifiche di fine anno
| Classifica (2009) | Posizione |
| ----------------- | --------- |
| Germania          | 82        |
| Svizzera          | 54        |